# China O'Brien II
China O'Brien II er en amerikansk film fra 1990 af Robert Clouse.

## Medvirkende
- Cynthia Rothrock som Lori 'China' O'Brien
- Richard Norton som Matt Conroy
- Keith Cooke som Dakota
- Frank Magner som Frank Atkins
- Harlow Marks som Charlie Baskin
- Nelson Woodbury